# Kristjan Järvan
Kristjan Järvan (ur. 10 października 1990) – estoński przedsiębiorca, menedżer i polityk, od 2022 do 2023 minister przedsiębiorczości i technologii informacyjnych .

## Życiorys
Absolwent Uniwersytetu w Tartu, na którym ukończył studia z ekonomii (2014) i prawa (2017). Pracę zawodową rozpoczynał jako analityk w funduszu rozwojowym Eesti Arengufond. Później był m.in. menedżerem ds. marketingu w firmie Pocosys, a także dyrektorem zarządzającym w 3DC.io i Imortalis.
Współpracował z ugrupowaniem Isamaa, zgłosił do niego akces w lipcu 2022. W tym samym miesiącu z jego rekomendacji objął stanowisko ministra przedsiębiorczości i technologii informacyjnych w drugim rządzie Kai Kallas. Urząd ten sprawował do kwietnia 2023.